# Malawi nos Jogos Olímpicos de Verão de 2020
O Malawi deverá competir nos Jogos Olímpicos de Verão de 2020 em Tóquio. Originalmente programados para ocorrerem de 24 de julho a 9 de agosto de 2020, os Jogos foram adiados para 23 de julho a 8 de agosto de 2021, por causa da pandemia COVID-19. Será a 11ª participação do país nos Jogos Olímpicos de Verão. O Malawi não participou dos Jogos Olímpicos de Verão de 1976, em Montreal, e 1980, em Moscou, devido ao apoio ao boicote africano e ao boicote liderado pelos Estados Unidos.

## Competidores
Abaixo está a lista do número de competidores nos Jogos.
| Esporte       | Masculino | Feminino | Total |
| ------------- | --------- | -------- | ----- |
| Atletismo     | 0         | 1        | 1     |
| Judô          | 0         | 1        | 1     |
| Tiro com arco | 1         | 0        | 1     |
| Total         | 1         | 2        | 3     |

## Atletismo
O Malawi recebeu uma vaga de Universalidade da IAAF para enviar uma atleta às Olimpíadas.
- Nota– As posições para os eventos de pista são em relação à bateria do atleta
- Q = Qualificado para a próxima fase
- q = Qualificado para a próxima fase como o perdedor mais rápido ou, em eventos de campo, pela posição sem atingir o alvo para qualificação
- NR = Recorde nacional
- N/A = Fase não aplicável para o evento
- Bye = Atleta não precisou disputar aquela fase

Eventos de pista e estrada
| Atleta           | Evento         | Eliminatória | Eliminatória | Quartas-de-final | Quartas-de-final | Semifinal | Semifinal | Final     | Final   |
| Atleta           | Evento         | Resultado    | Posição      | Resultado        | Posição          | Resultado | Posição   | Resultado | Posição |
| ---------------- | -------------- | ------------ | ------------ | ---------------- | ---------------- | --------- | --------- | --------- | ------- |
| Asimenye Simwaka | 100 m feminino |              |              |                  |                  |           |           |           |         |

## Judô
O Malawi inscreveu uma judoca para os Jogos através de um convite tripartite da International Judo Federation.
Feminino
| Atleta           | Evento | Fase de 32           | Oitavas-de-final     | Quartas-de-final     | Semifinais           | Repescagem           | Final / BM           | Final / BM |
| Atleta           | Evento | Adversária Resultado | Adversária Resultado | Adversária Resultado | Adversária Resultado | Adversária Resultado | Adversária Resultado | Posição    |
| ---------------- | ------ | -------------------- | -------------------- | -------------------- | -------------------- | -------------------- | -------------------- | ---------- |
| Harriet Boniface | -48 kg |                      |                      |                      |                      |                      |                      |            |

## Tiro com arco
O Malawi recebeu um convite da Comissão Tripartite para enviar um arqueiro pela segunda vez consecutiva para o torneio olímpico.
| Atleta       | Evento               | Fase de Ranking | Fase de Ranking | Fase de 64           | Fase de 32           | Oitavas-de-final     | Quartas-de-final     | Semifinais           | Final / BM           | Final / BM |
| Atleta       | Evento               | Placar          | Pos.            | Adversário Resultado | Adversário Resultado | Adversário Resultado | Adversário Resultado | Adversário Resultado | Adversário Resultado | Pos.       |
| ------------ | -------------------- | --------------- | --------------- | -------------------- | -------------------- | -------------------- | -------------------- | -------------------- | -------------------- | ---------- |
| Areneo David | Individual masculino |                 |                 |                      |                      |                      |                      |                      |                      |            |